# Hoffmannseggia microphylla
Hoffmannseggia microphylla är en ärtväxtart som beskrevs av John Torrey. Hoffmannseggia microphylla ingår i släktet Hoffmannseggia och familjen ärtväxter. Inga underarter finns listade i Catalogue of Life.